# Olympische Sommerspiele 2024/Wasserspringen – 3 m Kunstspringen (Frauen)
Das 3-m-Kunstspringen der Frauen bei den Olympischen Spielen 2024 in Paris wurde vom 7. bis 9. August im Centre Aquatique Olympique ausgetragen.

## Titelträger
| Olympiasieger | Shi Tingmao | 383,50 | Tokio 2020 |
| Weltmeister   | Chang Yani  | 354,75 | Doha 2024  |

## Ergebnisse
| Rang | Athletin             | Nation             | Vorrunde | Vorrunde | Halbfinale    | Halbfinale    | Finale        | Finale        | Finale        | Finale        | Finale        | Finale        |
| Rang | Athletin             | Nation             | Punkte   | Rang     | Punkte        | Rang          | 1             | 2             | 3             | 4             | 5             | Gesamt        |
| ---- | -------------------- | ------------------ | -------- | -------- | ------------- | ------------- | ------------- | ------------- | ------------- | ------------- | ------------- | ------------- |
| 1    | Chen Yiwen           | China              | 356,40   | 1        | 360,85        | 1             | 70,50         | 76,50         | 75,00         | 77,50         | 76,50         | 376,00        |
| 2    | Maddison Keeney      | Australien         | 337,35   | 2        | 334,70        | 2             | 67,50         | 67,50         | 55,50         | 74,40         | 78,20         | 343,10        |
| 3    | Chang Yani           | China              | 308,75   | 4        | 320,15        | 4             | 42,00         | 69,75         | 67,50         | 75,00         | 64,50         | 318,75        |
| 4    | Chiara Pellacani     | Italien            | 297,70   | 7        | 324,75        | 3             | 52,50         | 63,00         | 65,10         | 66,00         | 63,00         | 309,60        |
| 5    | Yasmin Harper        | Großbritannien     | 295,75   | 9        | 278,90        | 12            | 63,00         | 58,50         | 63,00         | 55,50         | 65,10         | 305,10        |
| 6    | Alejandra Estudillo  | Mexiko             | 276,45   | 17       | 317,05        | 5             | 58,50         | 60,45         | 57,00         | 66,00         | 60,00         | 301,95        |
| 7    | Saskia Oettinghaus   | Deutschland        | 279,35   | 15       | 286,75        | 9             | 60,00         | 58,50         | 57,35         | 63,00         | 58,50         | 297,35        |
| 8    | Valeria Antolino     | Spanien            | 297,70   | 7        | 284,25        | 10            | 60,00         | 60,45         | 63,00         | 51,00         | 58,50         | 292,95        |
| 9    | Emilia Nilsson Garip | Schweden           | 295,20   | 10       | 279,60        | 11            | 60,00         | 54,25         | 54,00         | 52,65         | 58,50         | 279,40        |
| 10   | Grace Reid           | Großbritannien     | 303,25   | 5        | 290,05        | 7             | 58,50         | 41,85         | 54,00         | 55,50         | 66,00         | 275,85        |
| 11   | Julia Vincent        | Südafrika          | 283,50   | 13       | 297,30        | 6             | 54,00         | 67,50         | 66,00         | 38,75         | 45,00         | 271,25        |
| 12   | Nur Dhabitah Sabri   | Malaysia           | 283,65   | 12       | 286,95        | 8             | 63,00         | 60,00         | 37,50         | 28,50         | 55,80         | 244,80        |
| 13   | Kim Su-ji            | Südkorea           | 285,50   | 11       | 272,75        | 13            | ausgeschieden | ausgeschieden | ausgeschieden | ausgeschieden | ausgeschieden | ausgeschieden |
| 14   | Alysha Koloi         | Australien         | 276,60   | 16       | 270,60        | 14            | ausgeschieden | ausgeschieden | ausgeschieden | ausgeschieden | ausgeschieden | ausgeschieden |
| 15   | Anisley García       | Kuba               | 272,40   | 18       | 264,90        | 15            | ausgeschieden | ausgeschieden | ausgeschieden | ausgeschieden | ausgeschieden | ausgeschieden |
| 16   | Aranza Vázquez       | Mexiko             | 321,75   | 3        | 248,20        | 16            | ausgeschieden | ausgeschieden | ausgeschieden | ausgeschieden | ausgeschieden | ausgeschieden |
| 17   | Elena Bertocchi      | Italien            | 282,30   | 14       | 245,10        | 17            | ausgeschieden | ausgeschieden | ausgeschieden | ausgeschieden | ausgeschieden | ausgeschieden |
| 18   | Haruka Enomoto       | Japan              | 299,10   | 6        | 244,20        | 18            | ausgeschieden | ausgeschieden | ausgeschieden | ausgeschieden | ausgeschieden | ausgeschieden |
| 19   | Sarah Bacon          | Vereinigte Staaten | 264,40   | 19       | ausgeschieden | ausgeschieden | ausgeschieden | ausgeschieden | ausgeschieden | ausgeschieden | ausgeschieden | ausgeschieden |
| 20   | Jette Müller         | Deutschland        | 262,85   | 20       | ausgeschieden | ausgeschieden | ausgeschieden | ausgeschieden | ausgeschieden | ausgeschieden | ausgeschieden | ausgeschieden |
| 21   | Sayaka Mikami        | Japan              | 258,35   | 21       | ausgeschieden | ausgeschieden | ausgeschieden | ausgeschieden | ausgeschieden | ausgeschieden | ausgeschieden | ausgeschieden |
| 22   | Margo Erlam          | Kanada             | 258,30   | 22       | ausgeschieden | ausgeschieden | ausgeschieden | ausgeschieden | ausgeschieden | ausgeschieden | ausgeschieden | ausgeschieden |
| 23   | Helle Tuxen          | Norwegen           | 257,10   | 23       | ausgeschieden | ausgeschieden | ausgeschieden | ausgeschieden | ausgeschieden | ausgeschieden | ausgeschieden | ausgeschieden |
| 24   | Maha Amer            | Ägypten            | 250,20   | 24       | ausgeschieden | ausgeschieden | ausgeschieden | ausgeschieden | ausgeschieden | ausgeschieden | ausgeschieden | ausgeschieden |
| 25   | Prisis Ruiz          | Kuba               | 239,85   | 25       | ausgeschieden | ausgeschieden | ausgeschieden | ausgeschieden | ausgeschieden | ausgeschieden | ausgeschieden | ausgeschieden |
| 26   | Lizzie Roussel       | Neuseeland         | 233,70   | 26       | ausgeschieden | ausgeschieden | ausgeschieden | ausgeschieden | ausgeschieden | ausgeschieden | ausgeschieden | ausgeschieden |
| 27   | Wiktorija Kessar     | Ukraine            | 217,75   | 27       | ausgeschieden | ausgeschieden | ausgeschieden | ausgeschieden | ausgeschieden | ausgeschieden | ausgeschieden | ausgeschieden |
| 28   | Alison Gibson        | Vereinigte Staaten | 198,30   | 28       | ausgeschieden | ausgeschieden | ausgeschieden | ausgeschieden | ausgeschieden | ausgeschieden | ausgeschieden | ausgeschieden |